# Grafmonument van J.Th.M. van Heijst-Dickens
Het grafmonument van J.Th.M. van Heijst-Dickens is een monument op het kerkhof in de Nederlandse plaats Bokhoven (onder 's-Hertogenbosch).

## Achtergrond
Johanna Theresia Maria Dickens (Waspik, 2 februari 1815 - Bokhoven, 2 juli 1892) was weduwe van Petrus Reinier van Heijst (1809-1888), secretaris en ontvanger van de gemeente Waalwijk.
Van Heijst-Dickens werd begraven op het kerkhof achter de Antonius Abtkerk. Het grafmonument van de familie Van der Leeden-Nefkens aan de andere kant van het koor is vermoedelijk van dezelfde maker. Een gelijkwaardig beeld, het grafmonument van de familie Van der Aa in Nieuwkuijk, wordt toegeschreven aan de beeldhouwer Michiel van Bokhoven.

## Beschrijving
Het neogotisch grafmonument bestaat uit een kalkstenen sculptuur van een vrouw. Zij is blootsvoets en gekleed in een lang, geplooid gewaad met kap op haar hoofd. Ze houdt haar rechterhand op haar hart en omvat met haar linkerarm een groot kruis dat tot op de grond reikt. De top van het kruis is verdwenen. Het beeld staat op een vierkante, hardstenen sokkel. Aan de voorzijde daarvan is in reliëf een wapenschild met grafschrift aangebracht. 

## Waardering
Het grafmonument werd in 2002 als rijksmonument in het Monumentenregister opgenomen. "Het heeft cultuurhistorische waarde als bijzondere uitdrukking van een sociale en geestelijke ontwikkeling, in het bijzonder de ontwikkeling van de katholieke grafcultuur, het is tevens van belang voor de typologische ontwikkeling van het grafmonument. Het heeft ensemblewaarden als onderdeel van een groter geheel dat cultuurhistorisch, architectuurhistorisch en stedenbouwkundig van belang is. Het is gaaf bewaard gebleven en typologisch zeldzaam."